# Lumbini
Lumbini ou Lumpíni é uma localidade do Distrito de Rupandehi, na Zona de Lumbini, na Região Oeste do Nepal. É famoso por ter sido o local onde teria nascido Sidarta Gautama, o fundador do budismo, cerca de 563 a.C.
O sítio foi negligenciado por séculos. Só em 1895, foi redescoberto pelo arqueólogo alemão Alois Führer. Acredita-se que um templo e uma piscina descobertos no sítio sejam originais do tempo em que Buda nasceu.
Em escavações dentro do templo sagrado Maya Devi, os arqueólogos descobriram os restos de uma estrutura de madeira sob tijolos com um espaço aberto no centro, como um santuário, datada do século VI a.C. A pesquisa foi parcialmente financiada pela National Geographic Society.
Até agora, uma das primeiras evidências arqueológicas das estruturas do Budismo em Lumbini datava do século III a.C., do tempo do Imperador Asoka, que promoveu a expansão do Budismo do atual Afeganistão a Bangladesh.